# هاجر صفرزاده
هاجر صفرزاده قهدریجانی معروف به هاجر صفرزاده (زاده ۲۴ اسفند ۱۳۷۸در قهدریجان اصفهان) ورزشکار پارا دو و میدانی ایران است که موفق شد در مسابقات دوی ۲۰۰ متر بانوان در کلاس T12 در بازی‌های پاراآسیایی ۲۰۲۲ به مدال طلا دست یابد. وی همچنین برنده مدال طلای دوی ۴۰۰ متر در کلاس T12 در رقابت‌های پارادوومیدانی قهرمانی جهان در ژاپن و رکورددار آسیا است.

## بازی‌های پاراآسیایی ۲۰۲۲
هاجر صفرزاده ملی‌پوش ایران با ثبت زمان ۲۵٫۸۷ ثانیه ، به مقام قهرمانی رسید و صاحب مدال طلا شد.
صفرزاده همچنین رکورد بازی‌های پاراآسیایی را ارتقاء داد.

## رقابت‌های پارادوومیدانی قهرمانی جهان
صفدرزاده در سال ۱۴۰۳ (۲۰۲۴ م) موفق به کسب مدال طلای پارا دوومیدانی قهرمانی جهان در ژاپن در رقابت نهایی دوی ۴۰۰ متر (کلاس T12) و همچنین شکست رکورد آسیا با ثبت زمان ۵۷/۵۶ ثانیه شد.

## افتخارات
- مدال نقره مسابقات دوی ۴۰۰ متر کلاس T12 پارالمپیک ۲۰۲۴ (پاریس)
- مدال نقره مسابقات دوی ۲۰۰ متر بازی‌های پاراآسیایی ۲۰۱۸ (جاکارتا)
- مدال نقره مسابقات دوی ۴۰۰ متر بازی‌های پاراآسیایی ۲۰۱۸ (جاکارتا)
- مدال برنز مسابقات دوی ۱۰۰ متر بازی‌های پاراآسیایی ۲۰۱۸ (جاکارتا)
- مدال طلا مسابقات دوی ۲۰۰ متر قهرمانی جهان ۲۰۲۳ (مراکش)
- مدال طلا مسابقات دوی ۴۰۰ متر قهرمانی جهان ۲۰۲۳ (مراکش)
- مدال طلا مسابقات دوی ۲۰۰ متر بازی‌های پاراآسیایی ۲۰۲۲ (هانگژو)